# جيك بوكانان
جيك بوكانان (بالإنجليزية: Jake Buchanan)‏ هو لاعب كرة قاعدة أمريكي، ولد في 24 سبتمبر 1989 في تشارلوت في الولايات المتحدة.

## وصلات خارجية
- جيك بوكانان على موقع دوري كرة القاعدة الرئيسي (الإنجليزية)
- جيك بوكانان على موقعبيزبول رفرنس.كوم (الدوري الرئيسي) (الإنجليزية)
- جيك بوكانان على موقعبيزبول رفرنس.كوم (الدوري الثانوي) (الإنجليزية)
- جيك بوكانان على موقع إي إس بي إن.كوم (أم.أل.بي) (الإنجليزية)
- جيك بوكانان على موقع مشجعي الرسوم البيانية (الإنجليزية)